# Suddivisioni amministrative del Granducato di Berg
Il Granducato di Berg, stato satellite dell'Impero napoleonico e membro della Confederazione del Reno, venne organizzato amministrativamente secondo il modello francese. Fra il 1808 e il 1813 lo stato risultava dunque diviso in dipartimenti, arrondissement, cantoni e mairie.  

## Storia
Il Ducato di Berg apparteneva, a seguito di vicende ereditarie, al re Massimiliano I Giuseppe di Baviera. Il 15 marzo 1806, egli cedette il ducato a Napoleone Bonaparte in cambio del Principato di Ansbach, ceduto dalla Prussia col Trattato di Schönbrunn. Lo stesso giorno, Napoleone assegnò il Ducato di Berg, insieme al Ducato di Kleve, al cognato Gioacchino Murat. Il Ducato di Kleve, di proprietà brandeburgico-prussiana fin dai tempi della guerra di successione di Jülich-Kleve, si era ridotto, dopo la cessione alla Francia del 1795, alla sola parte orientale situata sulla riva destra del Reno. Il 14 aprile 1806, Murat unificò l’amministrazione dei due ducati. Da un’ordinanza del 21 aprile 1806 risulta che, al momento della presa di possesso dei due ducati, furono inclusi anche i territori delle signorie di Homburg, Gimborn e Wildenburg.
Con l’adesione alla Confederazione del Reno, avvenuta il 12 luglio 1806, Gioacchino Murat fu elevato al rango di granduca (art. 5 dell'Atto della Confederazione del Reno) e il territorio del neocostituito Granducato di Berg venne ampliato con l’annessione delle signorie di Limburg-Styrum, Broich e Hardenberg, delle contee di Bentheim, Steinfurt e Horstmar, dei principati di Rheina-Wolbeck, Siegen, Dillenburg (escluse Wehrheim e Burbach) e Hadamar, nonché delle signorie di Westerburg, Schadeck e Beilstein, e della parte della signoria di Runkel situata sulla riva destra della Lahn (art. 24). Inoltre, il Granducato ricevette dal Ducato di Nassau gli ex distretti elettorali di Colonia di Deutz, Königswinter e Vilich (artt. 16 e 20).

## Divisioni amministrative

### 1806-1808
Il 3 agosto 1806 Murat emanò un ordine amministrativo per i ducati di Cleves e Berg, dividendo provvisoriamente i territori in sei arrondissement:
| Arrondissment    | Ducato | Popolazione |
| ---------------- | ------ | ----------- |
| Siegburg         | Berg   | 69 264      |
| Mülheim am Rhein | Berg   | 70 992      |
| Elberfeld        | Berg   | 86 188      |
| Düsseldorf       | Berg   | 70 433      |
| Duisburg         | Kleve  | 47 107      |
| Wesel            | Kleve  | 36 349      |
| Totale           |        | 380 333     |

Dopo la Pace di Tilsit del 1707 Napoleone accorpò al Granducato di Berg alcuni territori ceduti dalla Prussia, in particolare il Principato di Münster, le contee di Mark, Teklenburg e Lingen, oltre alle abbazie di Elten, Essen e Werden.
Da un resoconto stampato nel 1809, ma riferito all'assetto territoriale prima della riforma del 1808, la situazione amministrativa risulta essere quella di seguito descritta:
| Giurisdizioni sovrane dirette     | Giurisdizioni sovrane dirette | Giurisdizioni sovrane dirette |
| Stato                             | Arrondissment                 | Popolazione                   |
| --------------------------------- | ----------------------------- | ----------------------------- |
| Ducato di Berg                    | Siegburg                      | 69 264                        |
| Ducato di Berg                    | Mülheim am Rhein              | 70 992                        |
| Ducato di Berg                    | Elberfeld                     | 86 188                        |
| Ducato di Berg                    | Düsseldorf                    | 70 433                        |
| Ducato di Kleve                   | Duisburg                      | 47 107                        |
| Ducato di Kleve                   | Wesel                         | 36 349                        |
| Ducato di Münster                 | -                             | 126 293                       |
| Contea di Mark                    | -                             | 137 890                       |
| Contea di Lingen                  | -                             | 25 023                        |
| Contea di Teklenburg              | -                             | 20 059                        |
| Contea di Dortmund                | -                             | 9 500                         |
| Territori sovrani mediatizzati    |                               |                               |
| Principato di Siegen              | -                             | 40 000                        |
| Principato di Dillenburg          | -                             | 30 000                        |
| Principato di Hadamar             | -                             | 28 000                        |
| Signoria di Beilstein             | -                             | 24 000                        |
| Principato di Rheina              | -                             | 16 000                        |
| Contea di Bentheim e Steinfurt    | -                             | 44 000                        |
| Contea di Horstmar                | -                             | 47 000                        |
| Signoria di Westerburg e Schadeck | -                             | 7 000                         |
| Signoria di Runkel                | -                             | 6 400                         |
| Totale                            | Totale                        | 931 000                       |

### 1808-1810
Con decreto del 14 novembre 1808, il Granducato di Berg fu riorganizzato amministrativamente secondo il modello francese. Il territorio venne suddiviso in quattro dipartimenti: del Reno, della Sieg, della Ruhr e dell’Ems. Questi, a loro volta, erano articolati in 12 arrondissement e 79 cantoni.
| Dipartimento | Prefettura | Arrondissements | Cantoni | Mairie | Popolazione |
| ------------ | ---------- | --------------- | ------- | ------ | ----------- |
| Ems          | Münster    | 3               | 19      | 76     | 210.201     |
| Reno         | Düsseldorf | 4               | 26      | 90     | 322.284     |
| Ruhr         | Dortmund   | 3               | 20      | 69     | 212.602     |
| Sieg         | Dillenburg | 2               | 14      | 51     | 133.070     |

### 1811-1813
A seguito delle annessioni francesi dell 1811, il Dipartimento del Reno perse i cantoni di Ringenberg, Rees ed Emmerich, e il Granducato dovette cedere quasi l’intero Dipartimento dell’Ems. Nel Dipartimento della Sieg, alcuni cantoni vennero fusi tra loro. Nel 1811 furono aggiunti i cantoni di Recklinghausen e Dorsten. Un decreto del 15 marzo 1812 stabilì che 75 membri del collegio legislativo sarebbero stati eletti dalle assemblee dei notabili di ciascun cantone. A ogni cantone fu assegnato uno o due deputati, mentre al cantone di Düsseldorf spettavano quattro rappresentanti. Nel 1812, il Granducato di Berg era suddiviso in 3 dipartimenti, 9 arrondissement, 59 cantoni e 220 mairies (comuni o municipalità).
| Dipartimento | Prefettura | Arrondissements | Cantoni | Mairie |
| ------------ | ---------- | --------------- | ------- | ------ |
| Reno         | Düsseldorf | 4               | 25      | 91     |
| Ruhr         | Dortmund   | 3               | 23      | 78     |
| Sieg         | Dillenburg | 2               | 11      | 51     |

### Annotazioni
1. ↑  Con Elten, Essen e Werden
2. ↑  Solo la parte della signoria situata sulla riva destra della Lahn

### Riferimenti
1. ↑  Scotti, 1821, p. 993
2. ↑  Scotti, 1821, p. 992
3. ↑  Scotti, 1821, p. 1008
4. 1 2  Hassel, 1809, p. 11
5. ↑  Stein, 1818, p. 394
6. ↑  Gazzetta ufficiale, pp. 50-53
7. ↑  Schulteis, 1895, p. 88
8. ↑  Berghaus, 1862, p. 352